# Alianza de Bioversity International y el Centro Internacional de Agricultura Tropical
La Alianza de Bioversity International y el Centro Internacional de Agricultura Tropical (Abreviado como Alianza Bioversity & CIAT), es un centro de investigación que forma parte del Sistema CGIAR. La Alianza es una organización que realiza investigación colaborativa para mejorar la productividad agrícola y el manejo de los recursos naturales en países tropicales y en vía de desarrollo.
La sede principal se encuentra en Roma (Italia), siendo la oficina para las Américas su sede más grande, ubicada en zona rural de Palmira, a 17 km al este de la Ciudad de Cali en Colombia. En dicha sede se encuentra el Parque Científico Agronatura y el Banco de Germoplasma "Semillas del Futuro". Tiene oficinas regionales en África (Kenia), Asia (Vietnam) y América Central (Nicaragua).

## Investigación
El equipo científico, compuesto por cerca de 600 investigadores centra su investigación en seis campos (llamados 'palancas para acelerar el cambio':

### Entorno Alimentario y Comportamiento del Consumidor
Aborda temas de estudios de mercados acerca de hábitos de consumo alimentarios, innovaciones comerciales, políticas alimentarias y sistemas alimentarios saludables.
Esta palanca integra el trabajo previo realizado bajo el área de Vinculación de los Agricultores a los Mercados, que aborda la brecha entre los agricultores más pobres y los mercados diversos; trabaja en conjunto con una serie de socios en estos temas con el objetivo de aplicar la capacidad de investigación orientada a impulsar el cambio sistémico.

### Paisajes Multifuncionales
Comprende los sistemas agrícolas a nivel de paisaje; lo que incluye prácticas agropeciarias diversas y sistenibles, como la gestión sostenible de sus ecosistemas, para reducir la presión que la agricultura ejerce sobre la naturaleza, introduciendo mejores prácticas de manejo agropecuario.
Esta palanca integra el trabajo previo realizado bajo el área de Servicios Ecosistémicos, que se enfoca en comprender mejor los impactos y consecuencias de la introducción de sistemas de gestión de servicios de los ecosistemas en un entorno, e identificar los medios más adecuados con los que se pueda garantizar óptimos beneficios sociales, ambientales y económicos. El grupo de investigación busca analizar los casos a través de los Andes y el Amazonas y extraer lecciones de las políticas que trabajan para promover la conservación y el uso sostenible de los servicios de los ecosistemas en beneficio de los pobres.

### Acción Climática
Se busca a través de la ciencia contribuir a la mitigación y adaptación de la agricultura al cambio climático, con datos y pruebas de investigación, innovaciones digitales, apoyo a políticas públicas que permitan inversiones y financiamiento, y la inclusión social.
Esta palanca integra el trabajo previo realizado bajo el área de Cambio climático, que busca desarrollar y poner en práctica nuevos métodos de análisis para orientar las políticas y decisiones relacionadas con la adaptación de la agricultura tropical a los retos futuros. Se trata de la evaluación ex-ante de los posibles impactos del cambio climático en la productividad agrícola, servicios de los ecosistemas y medios de vida. Se analizan las opciones de adaptación para identificar las mejores políticas y acciones para mejorar o mantener los medios de vida rurales, a pesar de un clima futuro hostil.

### Agrobiodiversidad
Con el paso de las décadas las dietas alimentarias se han vuelto cada vez menos diversas, lo que implica una mayor exposición a riesgos climáticos, y con la pérdida o degradación de servicios ecosistémicos. Esta área investiga en cómo hacer un mejor y más sostenible yso de la diversidad agrícola, contribuyendo al diseño de políticas e instituciones para su conservación.

### Inclusión Digital
Entender cómo las tecnologías digitales pueden mejorar las prácticas agrícolas y cerrar brechas sociales, esta área trabaja con socios para crear un conjunto de soliciones digitales para beneficiar a todos los actores de los sistemas alimentarios, usando tecnologías como sensores remotos, inteligencia artificial, y sistemas que recopilen, almacenen y distribuyan los datos tenerados.

### Cultivos para la Nutrición y Salud
Esta área se basa en la amplia experiencia del CIAT en el mejoramiento de cultivos, contando con cinco áreas de investigación, más una plataforma de transformación genética y la unidad de recursos genéticos.
- Fríjol: Caracterizado por sus valores nutritivos y por ser la dieta común de más de 400 millones de personas, los investigadores de fríjol investigan en el desarrollo de variedades con resistencia genética a plagas y enfermedades comunes en los cultivos, reduciendo el uso de controles químicos. Mediante la técnica de biofortificación, se busca además elevar el nivel de micronutrientes presentes en el grano, como el hierro y el zinc.
- Forrajes tropicales: Abarca una gran variedad de plantas herbáceas y arbóreas destinadas a la alimentación pecuaria; la investigación es enfocada a la producción de alimento de calidad, mejorando la productividad de los suelos y reduciendo las emisiones de gases de efecto invernadero. La Alianza desarrolla genotipos de forrajes con alto valor nutricional y buena adaptación a plagas, enfermedades y limitaciones físicas de los suelos; la investigación busca también que los pequeños agricultores sean más competitivos en las cadenas de valor pecuarias. Uno de los desarrollos más importantes han sido seis híbridos superiores de Urochloa, de alta calidad nutricional y resistente a sequías.
- Yuca: Tubérculo endémico del trópico americano, poco conocido en los países desarrollados, aunque es común en la alimentación de los países tropicales. La yuca es considerada la tercera fuente de energía alimentaria, después del arroz y el maíz.[1] Naturalmente resistente a condiciones hostiles de suelos, la investigación está enfocada en la tolerancia al deterioro fisiológico poscosecha, resistencia a plagas la mosca blanca y el mejoramiento de la calidad nutricional.
- Arroz: Considerado como el principal cultivo alimenticio del mundo,[2] el arroz brinda más calorías que cualquier otro cultivo de primera necesidad. El programa de arroz de la Alianza ha contribuido al desarrollo de casi el 60% de las 400 variedades mejoradas en América Latina y el Caribe.[3] Las investigaciones recientes se han enfocado en elevar el potencial de rendimiento de los cultivos, para hacerle frente al aumento de la población que depende de este alimento.
- Musáceas: La Alianza comenzó su investigación en plátanos en 1985, en gran parte como respuesta a la amenaza de una enfermedad de las hojas de plátano. Se investiga la diversidad de musáceas y sus parientes silvestres, para aumentar los rendimientos de este fruto.
- Recursos Genéticos: El programa conserva una colección de más de 66,000 recursos fitogenéticos de fríjol (≈38,000), yuca (≈6,000) y forrajes tropicales (≈22,000), en el marco del Tratado Internacional sobre los Recursos Fitogenéticos para la Alimentación y la Agricultura de la Organización de las Naciones Unidas para la Agricultura y la Alimentación.

### Otros estudios
- Estudios de Impacto y Estrategia: Grupo dedicado a maximizar el impacto y la rentabilidad en la investigación agrícola y el desarrollo, generando análisis de datos apropiados para mejorar la información y la toma de decisiones, tanto a nivel interno como externo.
- Análisis de Género: Su objetivo es reducir las inequidades de género, especialmente en términos de acceso a recursos e información, para empoderar tanto hombres como mujeres de escasos recursos y puedan adaptarse mejor al cambio climático.
- Fortalecimiento de Capacidades y Manejo del Conocimiento: Parte de la filosofía del CIAT es estimular el aprendizaje y compartir el conocimiento. Más de 10 000 profesionales de América Latina, África y Asia se han beneficiado de los cursos especializados, eventos, entrenamientos o trabajos de tesis.

- Manejo integrado de la fertilidad del suelo: Busca impulsar la productividad de las pequeñas fincas mediante iniciativas que combinan germoplasma mejorado (especialmente de leguminosas), fertilizantes orgánicos e inorgánicos y mejores prácticas agronómicas.
- Manejo sostenible de la tierra: Con énfasis en generar información acerca de los suelos y mapear sus propiedades y la salud de los ecosistemas a escala de paisajes.